# 惠好
惠好公司（Weyerhaeuser Company），或译威爾豪瑟公司，是一家總部位於美國華盛頓州西雅圖的林產品公司。它由弗雷德里克·威爾豪瑟（Frederick Weyerhaeuser）創立於1900年，现在是世界上最大的林產品公司之一，在美國擁有近1240萬英畝的林地，在加拿大也有1400萬英畝的林地開發權。2019年财富世界500强中该公司名列第406位。

## 擴展閱讀
- Hidy, Ralph W; Hill, Frank Ernest; Nevins, Allan. . New York: Macmillan. 1963.

## 外部連接
- 官方網站 （页面存档备份，存于）
- Weyerhaeuser Company EDGAR Filing History （页面存档备份，存于）
- - Weyerhaeuser的商業數據：Google Finance
  - Yahoo! Finance
  - Reuters
  -  SEC filings
- Inventory of the Weyerhaeuser Company Records, 1864-2010 （页面存档备份，存于），Forest History Society
- Historical Annual Reports for Weyerhaeuser （页面存档备份，存于）